# 奥兰多·埃尔南德斯

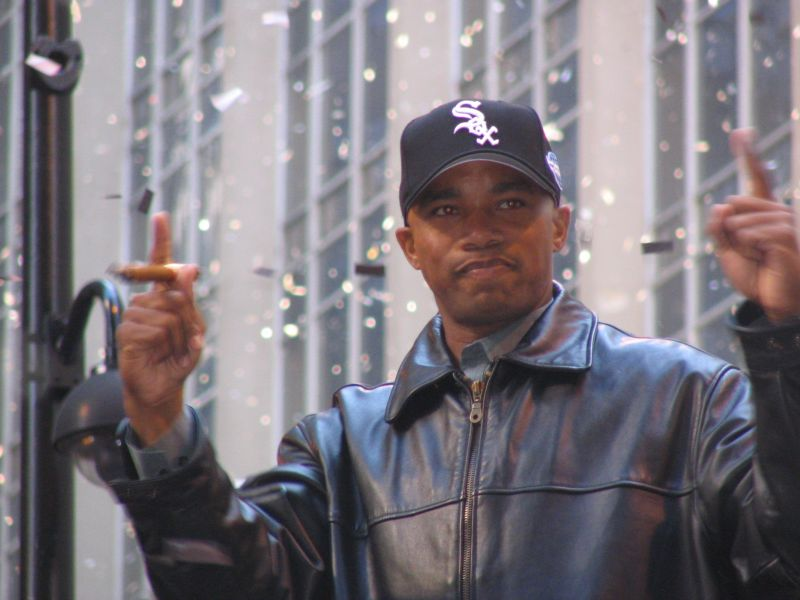
手叼雪茄的費南德茲

奧蘭多·赫南德茲·貝德羅梭（西班牙語：Orlando Hernández Pedroso，1965年10月11日—），外號公爵(El Duque)，出生於古巴比亞克拉拉省，後歸於波多黎各籍，是一名美國職棒大聯盟右投先發投手。赫南德茲的球速約138-151公里（86-94哩），拿手球路為四縫線快速球、曲球、滑球和變速球。他在1998年至2000年擔任紐約洋基隊先發投手時攀上生涯巔峰，當時洋基隊連續3年奪下世界大賽冠軍。2005年改效力於芝加哥白襪隊時，該隊拿下當年世界大賽的冠軍。2011年8月18日，赫南德茲宣布退休。
赫南德茲誇張的高抬腿投球姿勢，是他著名的招牌動作。現效力於華盛頓國民隊的里邦·赫南德茲（Liván Hernández）是他同父異母的弟弟。

## 古巴歲月
赫南德茲在古巴國家聯賽中為哈瓦那工業隊效力，並助該隊贏得1992年及1996年的冠軍，他也在選拔賽中代表哈瓦那的球隊出場，其他同隊成員還包括西伍達·哈巴納及哈巴尼羅。他在國家聯賽10年的生涯紀錄是126勝47敗、防禦率3.05。國家聯賽及選拔賽生涯勝率0.728，是該聯盟紀錄保持人。
赫南德茲當時也是古巴棒球代表隊的固定班底，在1992年夏季奧林匹克運動會比賽裡贏得了金牌。
1995年9月奧蘭多·赫南德茲的弟弟利邦·赫南德茲從古巴叛逃之後，1996年7月奧蘭多·赫南德茲便遭到古巴國家安全局扣留並審問；3個月後他遭到禁賽。1997年聖誕節赫南德茲從一個叫做卡巴里恩的小鎮搭船逃離古巴，美國海岸防衛隊在巴哈馬海域攔截了赫南德茲、他的夥伴諾瑞斯·波西、棒球選手艾波托·赫南德茲（無親戚關係）和另外5名人員。隨後整船的成員被遣送至巴哈馬管轄的自由港，以非法移民的罪名被監禁於短期收容所，預計如其他類似案件般最終將被遣返古巴。
然而，透過運動經紀人馬克·古巴斯以及古巴裔美國人國家基金會（CANF）代表們的奔走，當時的司法總長珍妮特·雷諾基於其若被遣返回古巴將遭迫害以及其傑出運動員的身分，最終給予赫南德茲與波西特別待遇，也就是所謂的「人道假釋」，使他們得以進入美國。
但是赫南德茲回絕了這項特許，而選擇接受哥斯大黎加的庇護。因為若他當時立刻成為美國公民，他只能參加一般的棒球選秀，並只能與選中他的球隊談判；但是若身為非美國公民，他可以用自由球員的身份來談判。2個月後，赫南德茲拿著紐約洋基隊安排的簽證進入美國，與該隊簽下4年660萬美金的合約。

## 征戰大聯盟
1999年是身為洋基一員的赫南德茲最風光的一年，他共拿下了17勝9敗的戰績，生涯最高的157次三振以及214.1局的投球局數，在球季結束後他獲選為1999年美國聯盟冠軍賽的最有價值球員。
2005年為芝加哥白襪隊效力的赫南德茲在美聯分區系列賽對上波士頓紅襪隊的第3戰第6局裡，投出了名留青史的好球。赫南德茲在滿壘無人出局時上場擔任中繼投手，他在三振了強尼·戴蒙後又連續造成2個高飛球出局數且1分未失，讓芝加哥白襪隊能夠保住贏面，在季後賽橫掃波士頓紅襪隊。2005年球季結束後他與中繼投手路易斯·費茲卡諾以及前景極度看好的的外野手克利斯·楊一起被交易到亞利桑那響尾蛇隊。2006年5月24日他又被換到紐約大都會。
赫南德茲轉戰國家聯盟的首個球季創下了他自己在進攻方面的難得紀錄。2006年7月29日擊出生涯首支2分打點安打；接著在2006年8月20日完成生涯的首次盜壘。
赫南德茲轉到紐約大都會隊後投球狀況漸入佳境。20場先發、9勝7敗、4.09防禦率，幫助大都會拿下國聯東區冠軍。他9月亮眼的投球表現（2勝2敗、2.01防禦率）使他贏得國聯分區系列戰首戰先發投手的殊榮，但是賽前一天做短跑練習時扭傷了小腿肌肉而被迫退出季後賽。他在2006年11月14日與大都會隊續約。
2011年8月18日，赫南德茲宣布從大聯盟退休。退休後曾經擔任ESPN體育廣播（西班牙語）的2017年世界大賽球評。

## 謊報年齡風波
1998年赫南德茲與洋基簽約時宣布他生於1969年。1999年八卦雜誌The Smoking Gun挖出他在古巴的離婚文件，證實他其實生於1965年，也牽扯出他與前妻之間的小孩撫養官司。目前大聯盟官方網站仍標注其出生年為1969年，但ESPN等其他棒球專業網站都已改為1965年。

## 生涯出賽精華
- 4次世界大賽冠軍：1998年、1999年、2000年、2005年
- 美聯冠軍賽最有價值球員：1999年
- 2次古巴國家聯賽冠軍：1992年哈瓦那工業隊、1996年哈瓦那工業隊
- 夏季奧林匹克運動會金牌：1992年古巴棒球代表隊

## 個人風格特色
投球的風格是他的高抬腿，且控球穩定

## 職棒生涯成績
| 年度 | 球隊 | 勝場 | 敗場 | 防禦率 | 場次 | 先發 | 完投 | 完封 | 中繼 | 救援 | 局數   | 被安打 | 被全壘打 | 四壞 | 奪三振 | WHIP  |
| 1998 | NYY  | 12   | 4    | 3.13   | 21   | 21   | 3    | 1    | 0    | 0    | 141    | 113    | 11       | 52   | 131    | 1.17  |
| 1999 | NYY  | 17   | 9    | 4.12   | 33   | 33   | 2    | 1    | 0    | 0    | 214.1  | 187    | 24       | 87   | 157    | 1.278 |
| 2000 | NYY  | 12   | 13   | 4.51   | 29   | 29   | 3    | 0    | 0    | 0    | 195.2  | 186    | 34       | 51   | 141    | 1.211 |
| 2001 | NYY  | 4    | 7    | 4.85   | 17   | 16   | 0    | 0    | 0    | 0    | 94.2   | 90     | 19       | 42   | 77     | 1.394 |
| 2002 | NYY  | 8    | 5    | 3.64   | 24   | 22   | 0    | 0    | 1    | 1    | 146    | 131    | 17       | 36   | 113    | 1.144 |
| 2004 | NYY  | 8    | 2    | 3.3    | 15   | 15   | 0    | 0    | 0    | 0    | 84.2   | 73     | 9        | 36   | 84     | 1.287 |
| 2005 | CHW  | 9    | 9    | 5.12   | 24   | 22   | 0    | 0    | 1    | 1    | 128.1  | 137    | 18       | 50   | 91     | 1.457 |
| 2006 | ARI  | 2    | 4    | 6.11   | 9    | 9    | 0    | 0    | 0    | 0    | 45.2   | 52     | 8        | 20   | 52     | 1.577 |
| 2006 | NYM  | 9    | 7    | 4.09   | 20   | 20   | 1    | 0    | 0    | 0    | 116.2  | 103    | 14       | 41   | 112    | 1.234 |
| 2006 | 合計 | 11   | 11   | 4.66   | 29   | 29   | 1    | 0    | 0    | 0    | 162.1  | 155    | 22       | 61   | 164    | 1.331 |
| 2007 | NYM  | 9    | 5    | 3.72   | 27   | 24   | 0    | 0    | 0    | 0    | 147.2  | 109    | 23       | 64   | 128    | 1.172 |
| 9年  | 9年  | 90   | 65   | 4.13   | 219  | 211  | 9    | 2    | 2    | 2    | 1314.2 | 1181   | 177      | 479  | 1086   | 1.263 |

## 外部連結
- 球員資訊和成績在MLB ，ESPN ，Retrosheet ，Baseball Reference ，Baseball Reference (Minors) ，Fangraphs ，The Baseball Cube ，Baseball Almanac （英文）
- Baseball Almanac （页面存档备份，存于）
- Cuba Free Press （页面存档备份，存于） （西班牙文）
- Baseball Library
- Divorce decree with earlier birth date （页面存档备份，存于） (赫南德茲的離婚官司文件曝光)

| 前任： 大衛·威爾斯 | 美聯冠軍賽MVP 1999年 | 繼任： 大衛·賈斯提斯 |